# Andrew Keen

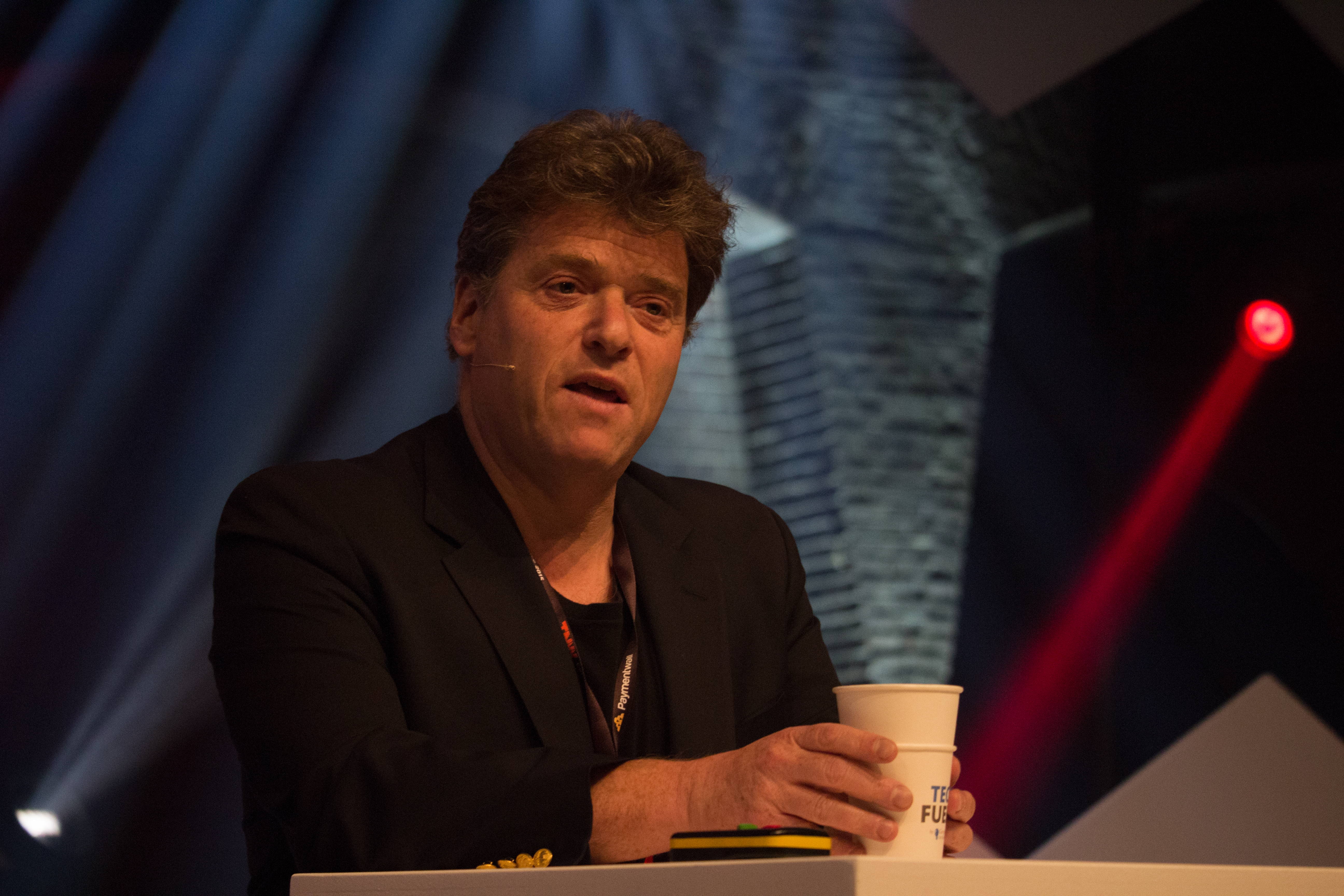
Andrew Keen, 2015

Andrew Keen (* 1960  in Hampstead, London) ist ein britisch-US-amerikanischer Unternehmer, Autor und Internet-Kritiker.

## Leben
Keen erwarb an der University of London einen Bachelor in Geschichte, studierte weiter an der Universität Sarajevo und schloss an der University of California, Berkeley mit dem Master in Politikwissenschaft ab.
Er lehrte an den US-amerikanischen Hochschulen Tufts University, Northeastern University und University of Massachusetts. 1995 gründete er im Silicon Valley audiocafe.com. Er arbeitete für Medienunternehmen wie SLO Media, Santa Cruz Networks, Jazziz Digital oder Pure Depth. 2005 gründete er AfterTV. Heute lebt er mit seiner Familie in Berkeley (Kalifornien).
Andrew Keen ist aktiver Blogger und publiziert auch einen Podcast bei AfterTV.

## Kritiker des Internets
In seinem Buch The Cult of the Amateur (deutsch: Die Stunde der Stümper, Original 2007, deutsch 2008) kritisiert Keen mehrere aktuelle Entwicklungen des Internets, darunter auch freie, kollaborativ erstellte Webangebote wie Wikipedia. Keen wirft der Internetentwicklung unter anderem vor, durch Amateurinhalte die Kultur zu trivialisieren. Nach Ansicht von Keen fehlt vielen Benutzern des Internets die nötige gesunde Portion an Misstrauen gegenüber Dingen, die im Internet stehen. Dadurch verbreiten sich so, so Keen, Fehler und Lügen im Web wie Bakterien. In dem Zusammenhang befürchtet Keen auch, dass PR-Leute und Lobbyisten durch geschicktes Marketing eine zu große Kontrolle im Internet erlangen.
Neben dieser Kritik an der Entwicklung des Web 2.0 geht Keen in seinen Schriften zum Thema auch auf mögliche Urheberrechtsverletzungen und der Verbreitung von freier Software im Internet ein. Er beschreibt die positiven Vorstellungen vom Web 2.0, dass jeder am Internet mitwirken kann, als große Utopie ähnlich den Gesellschaftsvorstellungen von Karl Marx. Nach Ansicht von Keen wird das Internet allerdings entgegen dieser Utopie vor allem zur Selbstdarstellung (Narzissmus) genutzt. Die Technologie habe sich weiterentwickelt, der Mensch mit seinen Eigenschaften allerdings nicht. Keen erklärt in Interviews allerdings, dass er absichtlich polemisiere (übertreibe), um die Probleme des Internets deutlich zu machen.
Keen wendet sich in letzter Zeit der Problematik der sozialen Netzwerke im Internet zu. Er kritisiert, dass viele Leute eigentlich davon genervt seien, es sei aber mittlerweile zum gesellschaftlichen Zwang verkommen, in solchen Netzwerken mitzuwirken.

## Rezeption
Die Reaktionen auf das Werk von Keen waren sehr polarisiert. In vielen Rezensionen wurde gelobt, er thematisiere berechtigte Kritikpunkte. Insbesondere Keens pauschale Kritik an Amateurinhalten und der angeblich weitläufigen Verbreitung von illegalen Inhalten im Internet wurde jedoch oft widersprochen, und seine Einstellung teils als elitär und althergebracht bezeichnet.
Die New York Times rezensierte das Buch positiv und nannte es „a shrewdly argued jeremiad“ („ein scharfsinnig dargelegtes Klagelied“). Der Spiegel bezeichnete es als „vielbeachtete 200-Seiten-Polemik“, laut Deutschlandradio führt „seine Zivilisationskritik […] den geistigen Weltuntergang als Showdown vor. Amerikanisch eben.“
Kritiker aus der Blogosphäre werfen Keen vor, mit substanzlosen und wenig strukturierten Provokationen Aufmerksamkeit erregen zu wollen, um den Marktwert seiner Person und seines Buches zu steigern.

## Schriften
- Die Stunde der Stümper. Wie wir im Internet unsere Kultur zerstören. Englischer Originaltitel: The cult of the amateur. Aus dem amerikanischen Englisch von Helmut Dierlamm. Hanser, München 2008, ISBN 978-3-446-41566-9.
- Das digitale Debakel. Warum das Internet gescheitert ist – und wie wir es retten können. Englischer Originaltitel: The internet is not the answer. Aus dem Englischen von Jürgen Neubauer. Deutsche Verlagsanstalt, München 2015, ISBN 978-3-421-04647-5.
- How to fix the future. Fünf Reparaturvorschläage für eine menschlichere digitale Welt. Englischer Originaltitel: How to fix the future. Aus dem Englischen von Jürgen Neubauer. Deutsche Verlagsanstalt, München 2018, ISBN 978-3-421-04805-9.